# أساطير لاتفية

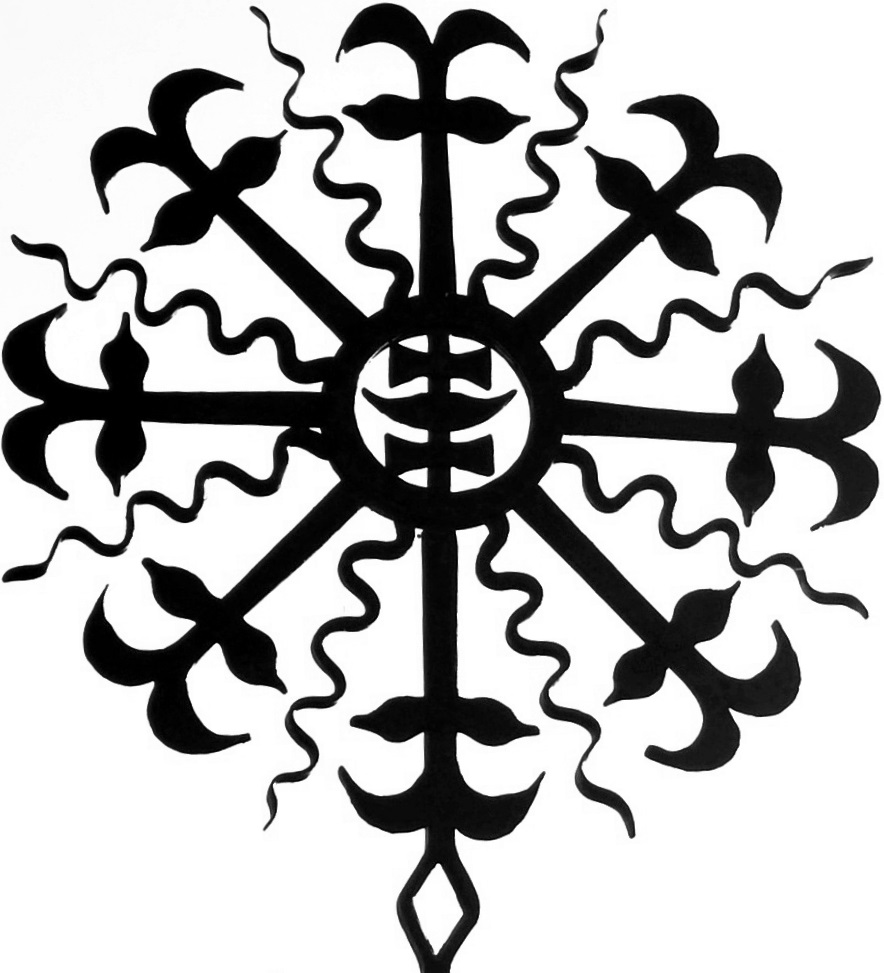
صليب الشمس الوثني البلطيقي الليتواني. عُثِرَ عليه منقوشًا على النصب التذكاري الخشبي في أنجيرياي، منطقة كيداينياي.

الميثولوجيا اللاتفية هي مجموعة من العقائد الوثنية للشعب اللاتفي أعيد بناؤها من الأدلة المكتوبة والمواد الفلكلورية.

## التاريخ

### التاريخ البدائي -النيووثنية في القرن التاسع عشر
توجد عدة تقارير عن قبائل البلطيق، أسلاف اللاتفين المعاصرين وميثيولوجيتهم قبل دخول الديانة المسيحية في القرن الثالث عشر. منذ دخول الديانة المسيحية، وُجدت عدة تقارير متعلقة بالميثيولوجية المحلية بما في ذلك السجلات، تقارير السفر، سجلات الزيارات، التقارير اليسوعية ومتعلقات أخرى بالممارسات الوثنية. تُعتبر تلك التقارير مصادر ثانوية بالنسبة للباحثين وذلك لأن المؤلفين لم يكونوا لاتفيين ولم يكونوا يتحدثون اللغة المحلية وكانوا أغلب الاحيان متحيزين. تُعد هذه المواد أحيانًا غير دقيقة وتحتوي على أخطاء وافتراءات وتحريفات نابعة من وجهة نظر مسيحية. على الرغم من هذا، يمكن التحقق منها باستخدام معلومات من الفلكلور. جُمعت معظم مواد الفلكلور في منتصف القرن التاسع عشر.
افتُرض في القرنين الثامن عشر والتاسع عشر أن قبائل البلطيق أساسًا أمة واحدة ولهذا لهم نفس الآلهة. حاول المؤلفون الأوائل إعادة بناء البانثيون اللاتفي (آلهة) باستخدام بيانات من مناطق مجاورة. اعتُمد هذا الاتجاه لاحقًا من الرومنطيقيين اللاتفين القوميين. بعد إلغاء العبودية، تشكلت هوية قومية جديدة وسعى المؤلفون إلى إثبات أن التقاليد الثقافية البلطيقية كانت عميقة بقدر ما كانت عند الأمم الأخرى. كان يُؤمل أن تُنشأ ملحمة عظيمة باستخدام قصائد محفوظة في الفلكلور. اعتُقد أيضًا أن الدين القديم المنسي خلال 700 سنة من الاضطهاد، يمكن إعادة إنتاجه. ومع ذلك، أثبتت مصادر الفلكلور عدم نجاعة تلك المهمة. حاول البعض إعادة إنتاج البانثيونات لتبدو مثل تلك الموجودة في الميثيولوجيا الإغريقية، ما قاد إلى وجود بعض الآلهة المُخترعة. بالإضافة إلى الافتراض أن الآلهة لشعوب البلطيق الأخرى يجب أن تكون لاتفية أيضًا، اختُرعت عدة آلهة جديدة بشكل مشابه لآلهة الرومان والإغريق. أبرز مثال عن ذلك الاتجاه هو القصيدة الملحمية «لاشبليسيس» للشاعر أندريس بومبورس، والتي تصور بانثيون الآلهة اللاتفية والبروسية وآلهة أخرى اخترعها المؤلف بنفسه. وتصور أعمال يوريس ألوناس والشاعر ميكليس كروغزيميس بانثيون آلهة مُخترعة.
في الوقت ذاته، كانت عدة طقوس وثنية ما زالت قيد المُمارسة، وبعد رؤية المسيحية بصفتها دخيلة أتت محاولات إعادة إنشاء الدين القديم. كانت الديفيتوري أنجح حركات النيووثنية، وتأسست في أواخر عشرينيات القرن الماضي، وتدعي أن اللاتفيين القدماء كانو موحدين وأن الكائنات الميثيولوجية المتعددة هي وجوه لإله واحد. أجلت فكرة الحاجة إلى إزالة كل التأثيرات الدخيلة لإعادة إنشاء التقاليد اللاتفية إلى وقت لاحق، وتوقفت المحاولات لإنشاء بانثيون يشبه أوليمب للآلهة المزيفة في النهاية عند استبدال الرومنطيقية القومية بالعقلانية، وأصبحت محل انتقاد في النصف الأول من القرن العشرين. اشتُبه أيضًا أن بعض المواد الفلكلورية خضعت للتزوير. يتميز بحث هذا الوقت بمنطق الشك ومحاولات تتبع التأثيرات الأجنبية.

### الحقبة السوفيتية -الحاضر
بعد الحرب العالمية الثانية، وتحت الاحتلال السوفيتي مُنع البحث في الميثولوجيا وخصوصًا في المفاهيم الدينية في لاتفيا. وبشكل مشابه، اضطُهد أعضاء مجموعات النيووثنية لأن الوثنية اعتبرت من مظاهر الشوفينية. على الرغم من هذا، استكمل البحث لاتفيون في المنفى، وركزوا على ميثيولوجيا الأغاني الشعبية. اعتُبرت الأغاني أفضل مصدر للبحث الميثولوجي خلال فترة ما بين الحربين، كان السبب لذلك أن الحاجة للحفاظ على الوزن واللحن الشعري تحد من التغييرات المحتملة، اعتُقد أن الأفكار القديمة حُفظت بشكل أفضل في الأغاني مقارنة بأشكال الفلكلور الأخرى. وفقًا لذلك، كانت الأغاني الفلكلورية المصدر الوحيد للبحث لفترة زمنية طويلة. انتُقد هذا النهج من الباحثين المعاضرين الذين اقترحوا أن السمات الموجودة في الأجناس الأخرى مثل الحكايات الخرافية والأساطير وتسجيلات المعتقدات الشعبية والممارسات السحرية قد تتمم الأغاني الشعبية بما أن لكل جنس سمات مختلفة توفر فكرة جزئية عن الميثولوجيا.
على الرغم من أن البحث في لاتفيا لم يبدأ مجددًا إلا في ثمانينيات القرن الماضي، ظهرت في السبعينيات حركة فلكلور بأعضاء يمكن وصفهم على أنهم نيووثنيون. كانت هذه المجموعات واحدية وأقل تنظيمًا وأقل عقائدية ومهتمة بحماية الطبيعة والإرث الثقافي ومنفتحة أكثر على التأثيرات من تقاليد المناطق المجاورة. اكشتفت حركات ثانوية لاحقًا الروحانية في كل من التقاليد المحلية والممارسات الدينية والروحية في العالم مثل الأديان الشرقية. على سبيل المثال، أعلنت إحدى تلك المجموعات غابة بوكايني موقعًا مقدسًا قديمًا في نهاية تسعينيات القرن الماضي، ما جذب عددًا كبيرًا من السياح. يعد دييفتوري، والذي استؤنف في لاتفيا قبل فترة قصيرة من نيل الاستقلال عام 1990، الدين الوثني الوحيد المعترف به رسميًا، وكانت له نحو 600 تابع عام 2001. تبعًا لانخفاض تأثير الحركة، يُستخدم اسمها أحيانًا بحس بُعدي على أي ممارسة حديثة للفلكلور.

## الكائنات والمفاهيم

### الآلهة السماوية
توجد عدة محاولات لإعادة إحياء الفضاء الميثيولوجي اللاتفي، ولكن يوافق معظم الباحثون على معنى تصورات محددة مرتبطة بالسماء. تُعرف السماء ذاتها على أنها ديبيسكالنس (والتي تعني جبل السماء). يُشار إلى السماء أيضًا على أنها جبل الحصى أو الجبل الفضي أو جبل الثلج، إذ يُحتمل أن تشير هذه الصفات إلى النجوم والثلج. اقتُرح أيضًا أن دييفس (الإله) هو أيضًا رمز للسماء لأن أصل الكلمة في اسمه يرتبط بالسماء. يُعتبر دييفس الإله المسيطر. يوجد إله سماوي آخر هو إلهة الشمس ساولي، والتي تحرص على خصوبة الأرض وكانت حامية غير المحظوظين خصوصًا الأيتام والرعاة الصغار. يقودها طريقها عبر جبل السماء إلى البحر، والذي يُفسر احيانًا على أنه تمثيل رمزي للسماء أو المحيط الكوني. يبدو أن البحر والأجسام المائية الأخرى مثل الأنهار، خصوصأ داوغافا، تُحدد الحدود بين عالم الاحياء وعالم الأموات. في اللغة اللاتفية، اشتُقت كلمة العالم من كلمة الشمس وتُشير هاتان الكلمتان إلى «هذه الشمس» و«تلك الشمس». ولهذا يبدو أن ساولي مرتبطة بشكل وثيق بمفهوم الموت، وتحمل أرواح الموتى عبر البحر إلى عالم الموتى. ولهذا ترتبط حركتها اليومية بدورة حياة البشر اليومية إذ تولد كل يوم من جديد.
توجد شجرة الفجر (أوستراس كوكس) والتي يُعتقد أنها تمثل شجرة العالم على طريق الشمس، في الماء أو عبره، غالبًا على جزيرة من الأحجار في وسط البحار، وتُوضف عادةً على أنها شجرة ولكن يمكن ان تكون مجموعة متنوعة من النباتات والكائنات الأخرى. لم ير أي شخص هذه الشجرة على الرغم من زعم الفلكلور أن أشخاصًا كرسوا كل حياتهم للبحث عنها. اقتُرح أن نظيرها الطبيعي هو نجم القطب أو مجرة درب اللبانة، اقتُرح أيضًا أنها قد تكون رمزًا للسنة. ترتبط الشجرة بخرافات الزواج السماوي والتي تتواعد فيها الشمس أو ابنتها مع دييفا ديلي (أبناء الإله) أو أوسكليس (فينوس) أو بيركونس (ثاندر).
وفي اللغة اللاتفية، تقابل كلمة ابنة (مييتا) كلمة عذراء، لذا فمن غير المؤكد من يتزوج، ومع ذلك فهذا لا يؤثر في الأحداث الميثيولوجية. يتجسس الإله الذكري على الإلهة الأنثوية عند شجرة العالم، مُحضرًا طريقًا لها، ويتودد إليها. في نهاية المطاف، تُختطف وتزوج (اقتُرح أن زوج ساولي هو الإله القمر مينيس). هذا يُغضب بيركونس الذي يهاجم شجرة العالم، لذا على ساولي الباكية أن تجمع أجزائها لثلاث سنوات وتعيد تجميعها منهيةً تجميع القمة في السنة الرابعة.